# Liste der Schulen in Remscheid
Die Liste der Schulen in Remscheid führt alle Schulen der ISCED-Level 1 bis 4 auf Remscheider Stadtgebiet auf.

## Allgemeines
Die Stadt verfügt derzeit über 32 öffentliche Schulen an insgesamt 42 Standorten, darunter:
- 17 Grundschulen (an 22 Standorten),
- 4 Gymnasien,
- 2 Gesamtschulen,
- 1 Sekundarschule,
- 2 Realschulen,
- 1 Hauptschule (an 2 Standorten),
- 3 Berufskollegs (an 4 Standorten) sowie
- 2 Förderschulen (an 5 Standorten) mit den Förderschwerpunkten
  - Lernen,
  - Emotionale und soziale Entwicklung sowie
  - Geistige Entwicklung.

Außerdem existiert seit 1986 eine Waldorfschule in privater Trägerschaft.
Das einzige Weiterbildungskolleg (Abendrealschule) in Remscheid wurde zum 1. Februar 2024 durch Verfügung der Bezirksregierung Düsseldorf ersatzlos aufgelöst und damit 58 Jahre nach seiner Gründung geschlossen.

## Liste

### Öffentliche Trägerschaft
| Schulname                              | Schulform      | Gründung     | Schulleitung         | Schülerzahl      | Schulnummer | Bezirk         | Stadtteil            | Standort                    |
| -------------------------------------- | -------------- | ------------ | -------------------- | ---------------- | ----------- | -------------- | -------------------- | --------------------------- |
| GGS Adolf-Clarenbach-Schule            | Grundschule    | 1911         | Beate Godoy Smedel   | 293 (im Verbund) | 104954      | Lüttringhausen | Schmittenbusch       | Pestalozzistr. 17 ⊙         |
| GGS Adolf-Clarenbach-Schule            | Grundschule    | 1911         | Beate Godoy Smedel   | 293 (im Verbund) | 104954      | Lüttringhausen | Goldenberg           | Remscheider Str. 239 ⊙      |
| Albert-Einstein-Schule                 | Gesamtschule   | 1986         | Julia Cruz Fernandez | 1173             | 189285      | Alt-Remscheid  | Mitte                | Brüderstr. 6–8 ⊙            |
| Albert-Schweitzer-Schule               | Realschule     | 1954         | Thorsten Schmalt     | 738              | 159190      | Lennep         | Henkelshof           | Hackenberger Str. 105a ⊙    |
| Alexander-von-Humboldt-Schule          | Realschule     | 1941         | Gundula Krüger       | 659              | 159189      | Alt-Remscheid  | Stadtpark            | Grunerstr. 12 ⊙             |
| GGS Daniel-Schürmann-Schule            | Grundschule    | 1735         | Dorothea Danecki     | 209              | 104840      | Alt-Remscheid  | Stachelhausen        | Palmstr. 6 ⊙                |
| GGS Dörpfeld                           | Grundschule    | 1903         | Judith Flohr         | 374 (im Verbund) | 104802      | Süd            | Mixsiepen            | Oststr. 6 ⊙                 |
| GGS Dörpfeld                           | Grundschule    | 1903         | Judith Flohr         | 374 (im Verbund) | 104802      | Süd            | Struck               | Struck 24 ⊙                 |
| GGS Eisernstein                        | Grundschule    | 1879         | Frank Knoblauch      | 210              | 104917      | Lüttringhausen | Klausen              | Lockfinker Str. 23 ⊙        |
| Emma-Herwegh-Gymnasium                 | Gymnasium      | 1827         | Rainer Schulz        | 736              | 165270      | Alt-Remscheid  | Nordstadt            | Elberfelder Str. 48 ⊙       |
| KGS Franziskus                         | Grundschule    | 1641         | Nicola Lochefeld     | 335 (im Verbund) | 104966      | Lennep         | Lennep Neustadt      | Leverkuser Str. 19 ⊙        |
| KGS Franziskus                         | Grundschule    | 1641         | Nicola Lochefeld     | 335 (im Verbund) | 104966      | Lüttringhausen | Lüttringhausen Mitte | Richard-Pick-Str. 22 ⊙      |
| GGS Freiherr-vom-Stein-Schule          | Grundschule    | 1868         | Annette Reiche       | 204              | 104863      | Lennep         | Stadtgarten          | Hardtstr. 2 ⊙               |
| Gertrud-Bäumer-Gymnasium               | Gymnasium      | 1853         | Stephan Döring       | 678              | 165268      | Alt-Remscheid  | Scheid               | Hindenburgstr. 42 ⊙         |
| GGS Hackenberg                         | Grundschule    | 1973         | Regina Schröder      | 290              | 184111      | Lennep         | Hackenberg           | Albert-Einstein-Str. 31 ⊙   |
| GHS Hackenberg                         | Hauptschule    | 1979         | Elke Simon           | 402 (im Verbund) | 187070      | Lennep         | Henkelshof           | Hackenberger Str. 105a ⊙    |
| GHS Hackenberg                         | Hauptschule    | 1979         | Elke Simon           | 402 (im Verbund) | 187070      | Alt-Remscheid  | Scheid               | Wilhelmstr. 25 ⊙            |
| GGS Hasenberg                          | Grundschule    | 1968         | Erik Fuhrmann        | 217              | 104929      | Lennep         | Hasenberg            | Scheppendahler Weg 41–43 ⊙  |
| GGS Hasten                             | Grundschule    | 1901         | Claudia Becker       | 244              | 104814      | Alt-Remscheid  | Hasten Mitte         | Moltkestr. 22 ⊙             |
| Heinrich-Neumann-Schule                | Förderschule   | 1995         | Christian Knies      | 404 (im Verbund) | 192569      | Alt-Remscheid  | Stadtpark            | Gewerbeschulstr. 1 ⊙        |
| Heinrich-Neumann-Schule                | Förderschule   | 1995         | Christian Knies      | 404 (im Verbund) | 192569      | Süd            | Zentralpunkt         | Engelbertstr. 1 ⊙           |
| Heinrich-Neumann-Schule                | Förderschule   | 1995         | Christian Knies      | 404 (im Verbund) | 192569      | Lennep         | Lennep Neustadt      | Kölner Str. 82 ⊙            |
| Klinikschule (Heinrich-Neumann-Schule) | Förderschule   | 1995         | Christian Knies      | 404 (im Verbund) | 192569      | Süd            | Ehringhausen         | Burger Str. 211 ⊙           |
| Hilda-Heinemann-Schule                 | Förderschule   | 1966         | Christian Jansen     | 196              | 152778      | Lennep         | Henkelshof           | Hackenberger Str. 117–121 ⊙ |
| Käthe-Kollwitz-Berufskolleg            | Berufskolleg   | 1958         | Kai Küchemann        | 726 (im Verbund) | 172947      | Alt-Remscheid  | Stachelhausen        | Freiheitstr. 146 ⊙          |
| Käthe-Kollwitz-Berufskolleg            | Berufskolleg   | 1958         | Kai Küchemann        | 726 (im Verbund) | 172947      | Alt-Remscheid  | Kremenholl           | Tersteegenstr. 1–5 ⊙        |
| GGS Kremenholl                         | Grundschule    | ?            | Christin Exle        | 234 (im Verbund) | 104838      | Alt-Remscheid  | Kremenholl           | Kremenholler Str. 66 ⊙      |
| GGS Kremenholl                         | Grundschule    | ?            | Christin Exle        | 234 (im Verbund) | 104838      | Alt-Remscheid  | Honsberg             | Martinstr. 5 ⊙              |
| Leibniz-Gymnasium                      | Gymnasium      | 1827         | Thomas Giebisch      | 801              | 165256      | Lüttringhausen | Klausen              | Lockfinker Str. 23 ⊙        |
| GGS Mannesmann                         | Grundschule    | ?            | Sebastian Hill       | 240              | 104796      | Süd            | Bliedinghausen       | Burger Str. 115 ⊙           |
| KGS Menninghausen                      | Grundschule    | 1898         | Jeannine Hungerbach  | 322 (im Verbund) | 104991      | Süd            | Zentralpunkt         | Menninghauser Str. 8 ⊙      |
| KGS Menninghausen                      | Grundschule    | 1898         | Jeannine Hungerbach  | 322 (im Verbund) | 104991      | Alt-Remscheid  | Stachelhausen        | Palmstr. 6 ⊙                |
| Nelson-Mandela-Schule                  | Sekundarschule | 2013         | Heike Wiegand        | 457              | 198122      | Süd            | Zentralpunkt         | Ewaldstr. 8 ⊙               |
| GGS Reinshagen                         | Grundschule    | 1902         | Jasmin Steinhaus     | 342              | 104930      | Alt-Remscheid  | Reinshagen           | Schimmelbuschweg 3–5 ⊙      |
| Röntgen-Gymnasium                      | Gymnasium      | 1916         | Jörg Bergemann       | 841              | 165281      | Lennep         | Stadtgarten          | Röntgenstr. 12 ⊙            |
| GGS Siepen                             | Grundschule    | 1828         | Nina Maria Brendecke | 236              | 104887      | Alt-Remscheid  | Haddenbach           | Wolfstr. 13 ⊙               |
| Sophie-Scholl-Schule                   | Gesamtschule   | 1990         | Michael Pötters      | 1293             | 191012      | Süd            | Fichtenhöhe          | Hohenhagener Str. 25–27 ⊙   |
| GGS Am Stadtpark                       | Grundschule    | ?            | Iris Nüsken          | 344              | 104851      | Alt-Remscheid  | Stadtpark            | Hindenburgstr. 94 ⊙         |
| GGS Steinberg                          | Grundschule    | 1903         | Mirjam Krüger        | 198              | 104875      | Alt-Remscheid  | Nordstadt            | Hägener Str. 2 ⊙            |
| Berufskolleg Technik                   | Berufskolleg   | 1900er-Jahre | Oliver Lang          | 1386             | 172935      | Süd            | Neuenkamp            | Neuenkamper Str. 55 ⊙       |
| GGS Walther-Hartmann-Schule            | Grundschule    | 1941         | Verena Gerling       | 234              | 104905      | Süd            | Neuenkamp            | Sedanstr. 98 ⊙              |
| Berufskolleg Wirtschaft und Verwaltung | Berufskolleg   | 1906         | Achim Zyto           | 1343             | 172959      | Alt-Remscheid  | Stachelhausen        | Schmalkalder Str. 5 ⊙       |

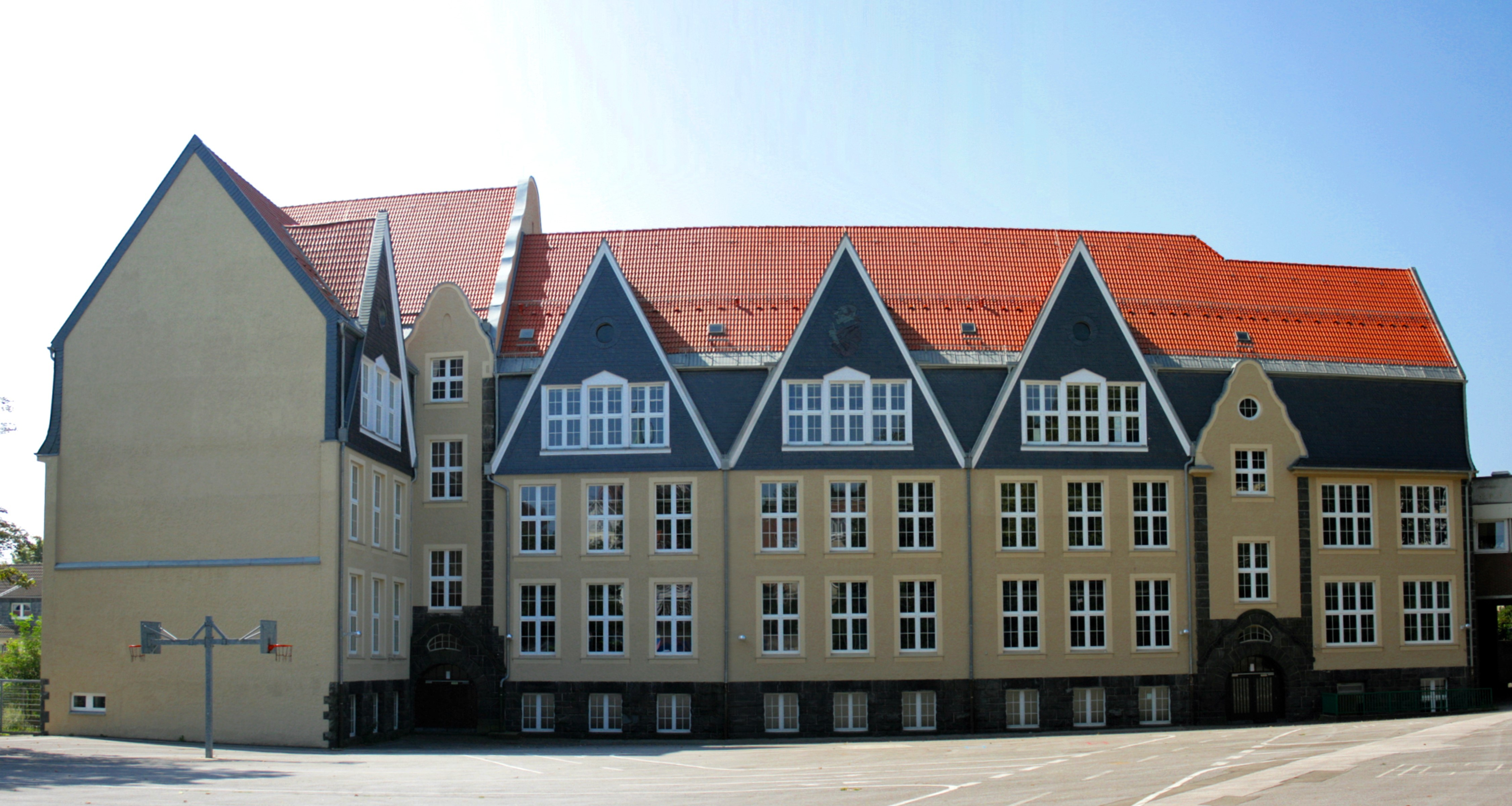
Alexander-von-Humboldt-Schule
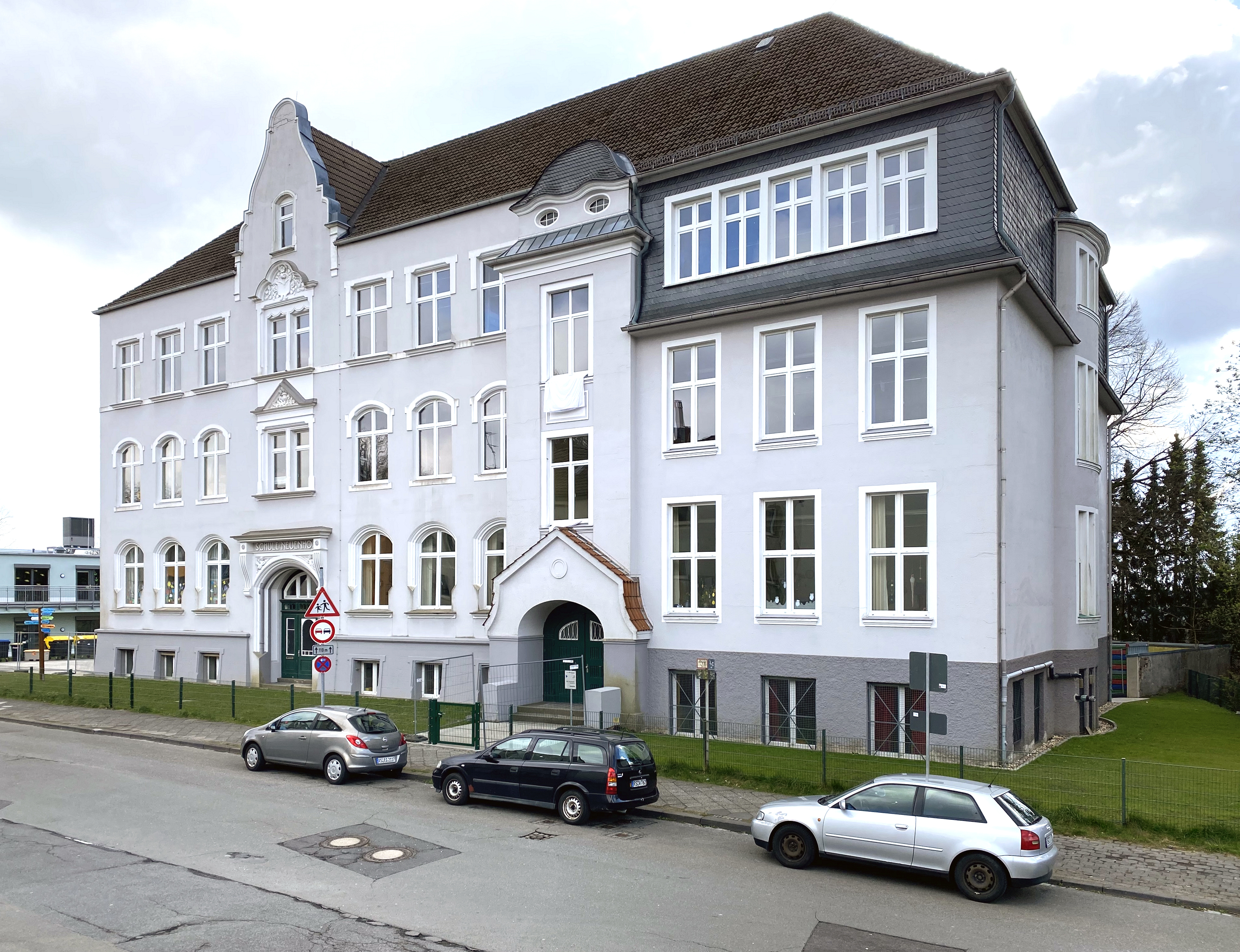
GGS Dörpfeld (Standort Oststraße)
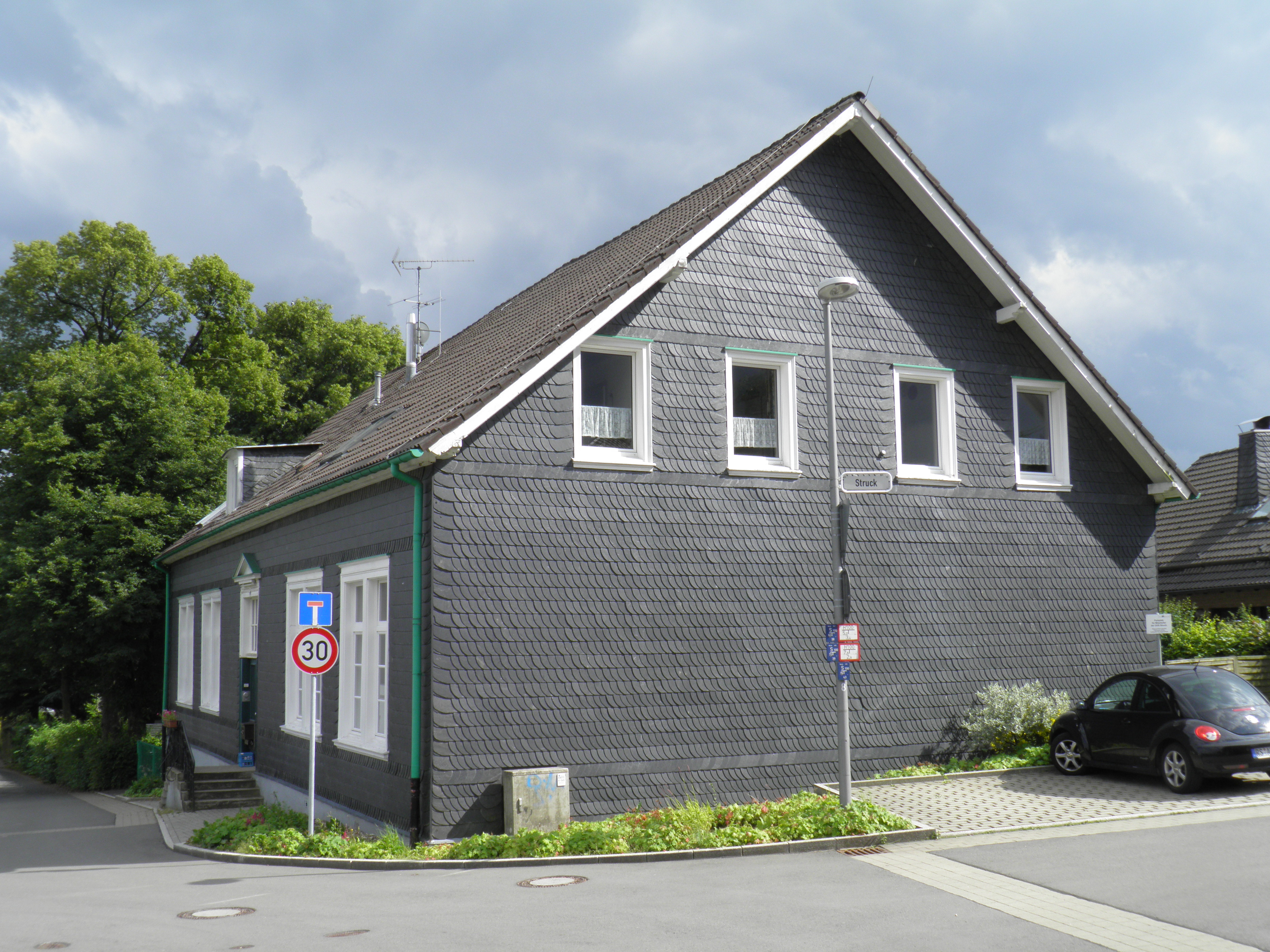
GGS Dörpfeld (Standort Struck)
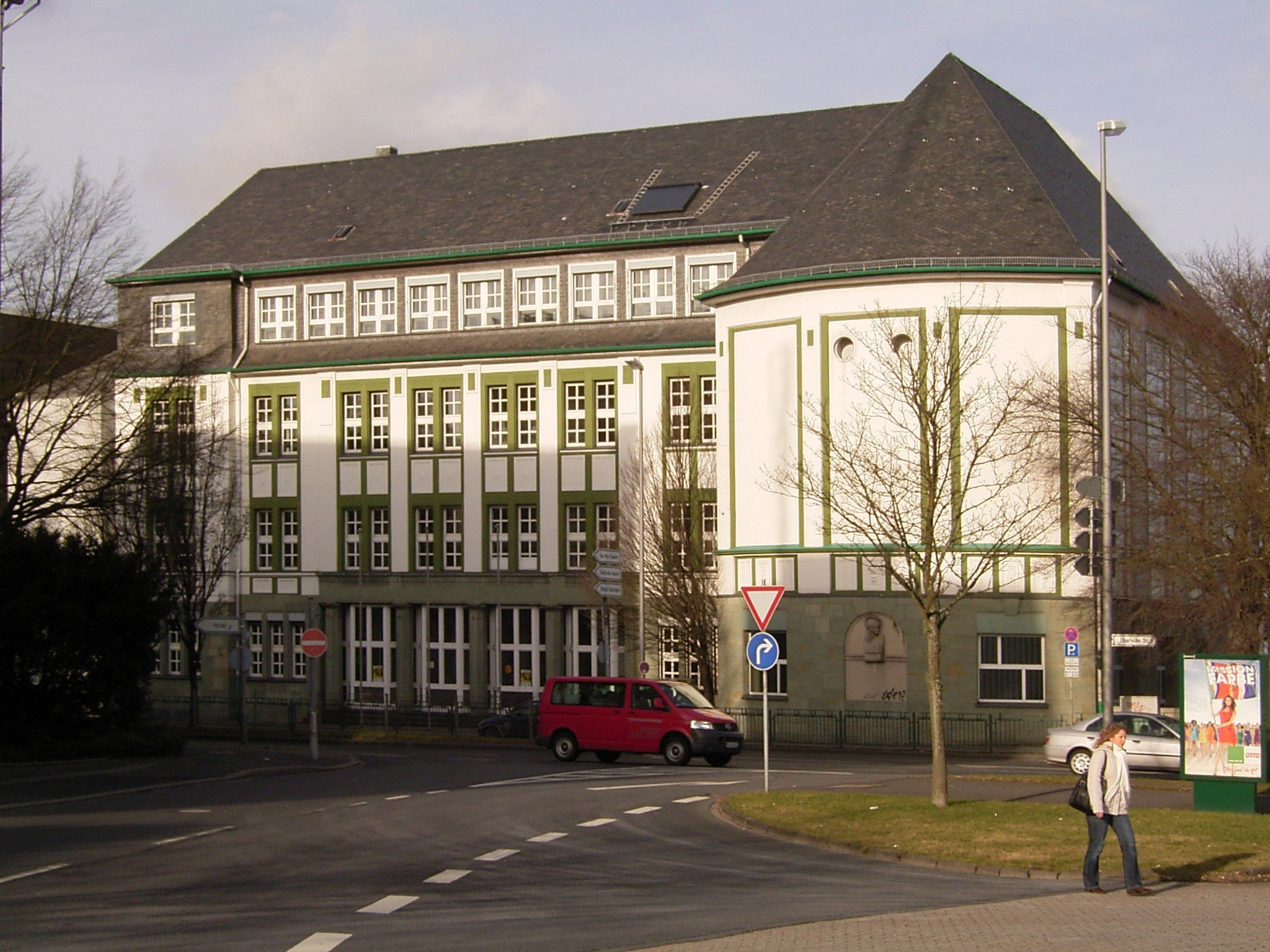
Emma-Herwegh-Gymnasium
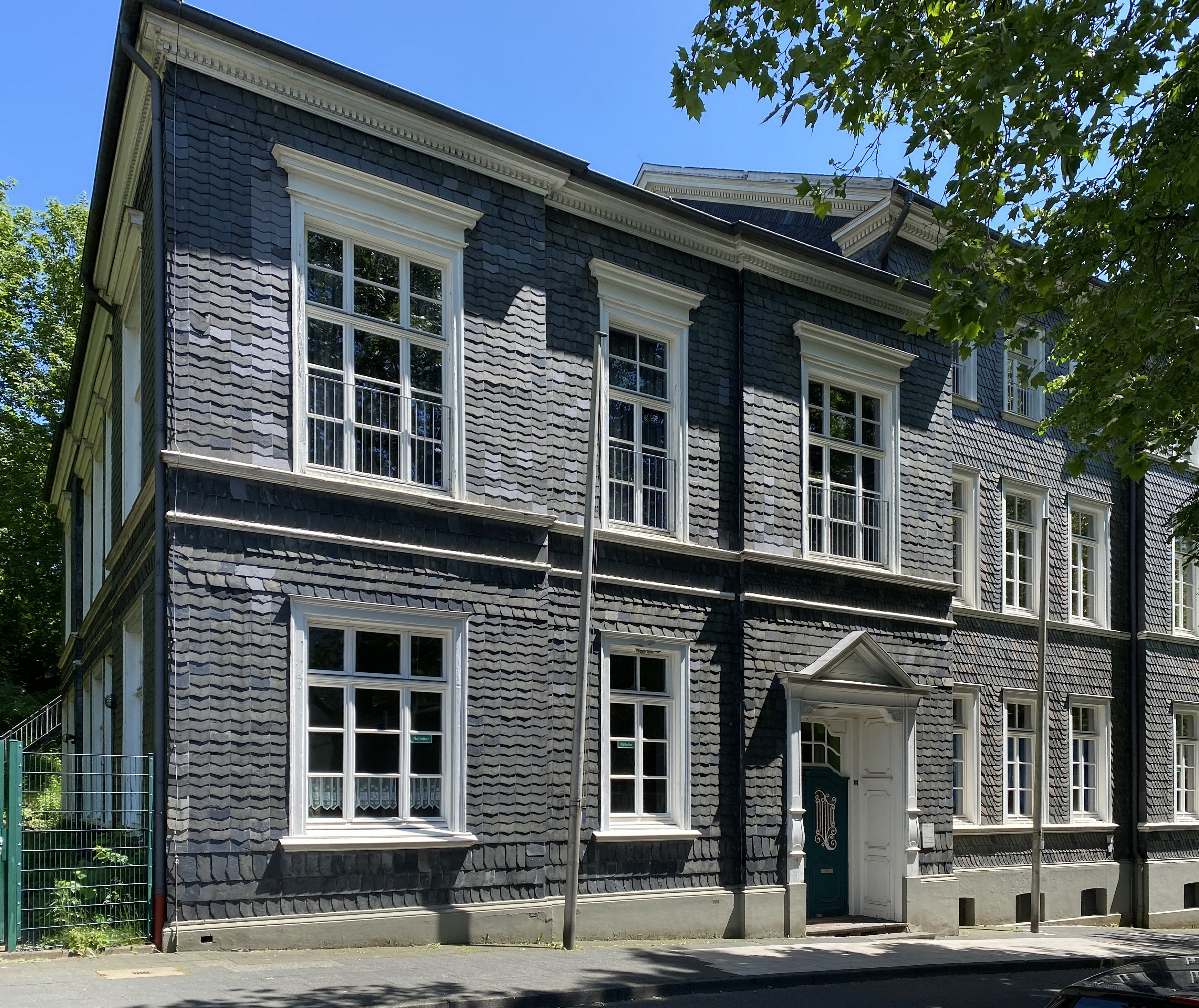
GGS Freiherr vom Stein
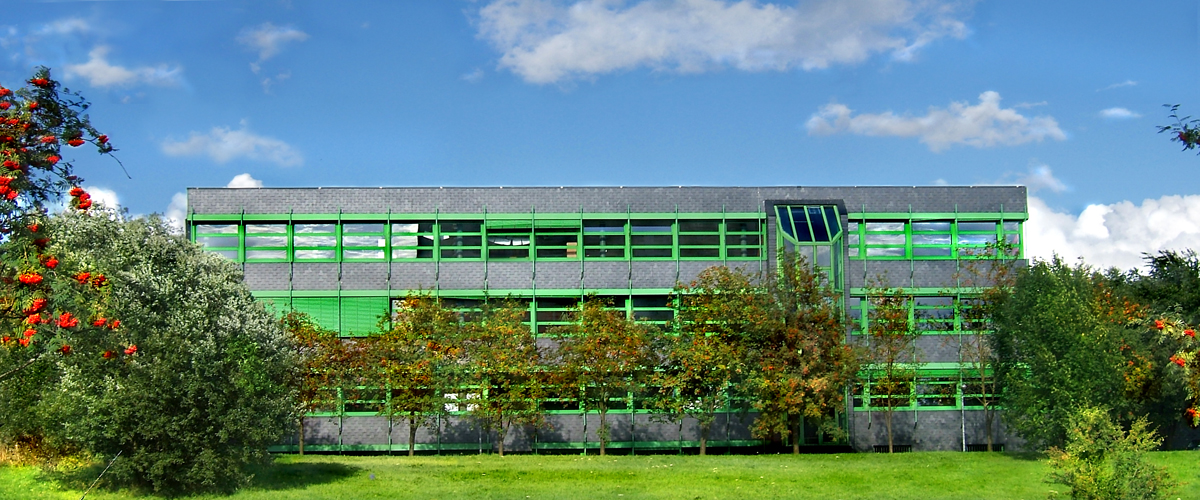
GHS Hackenberg
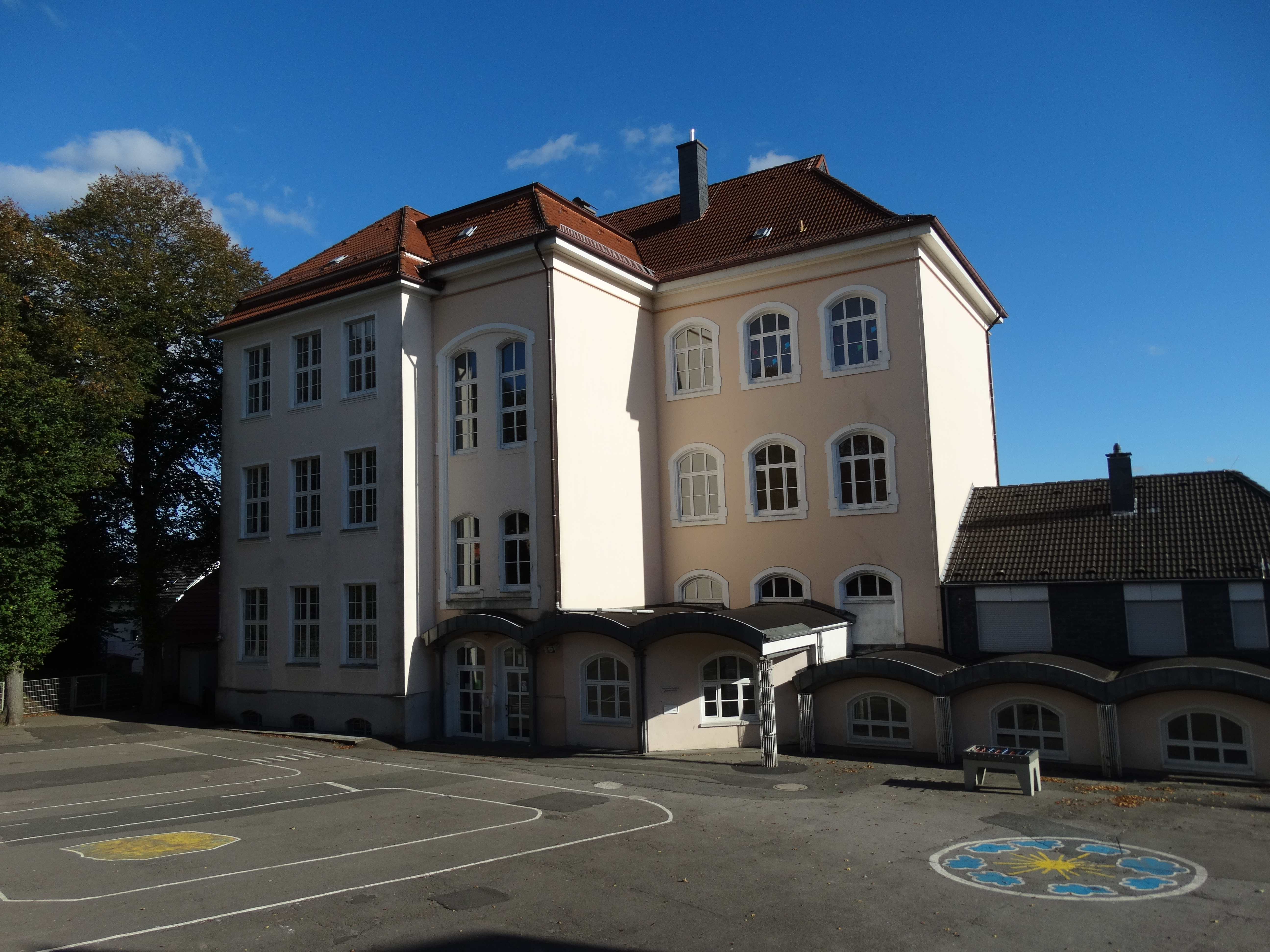
GGS Kremenholl
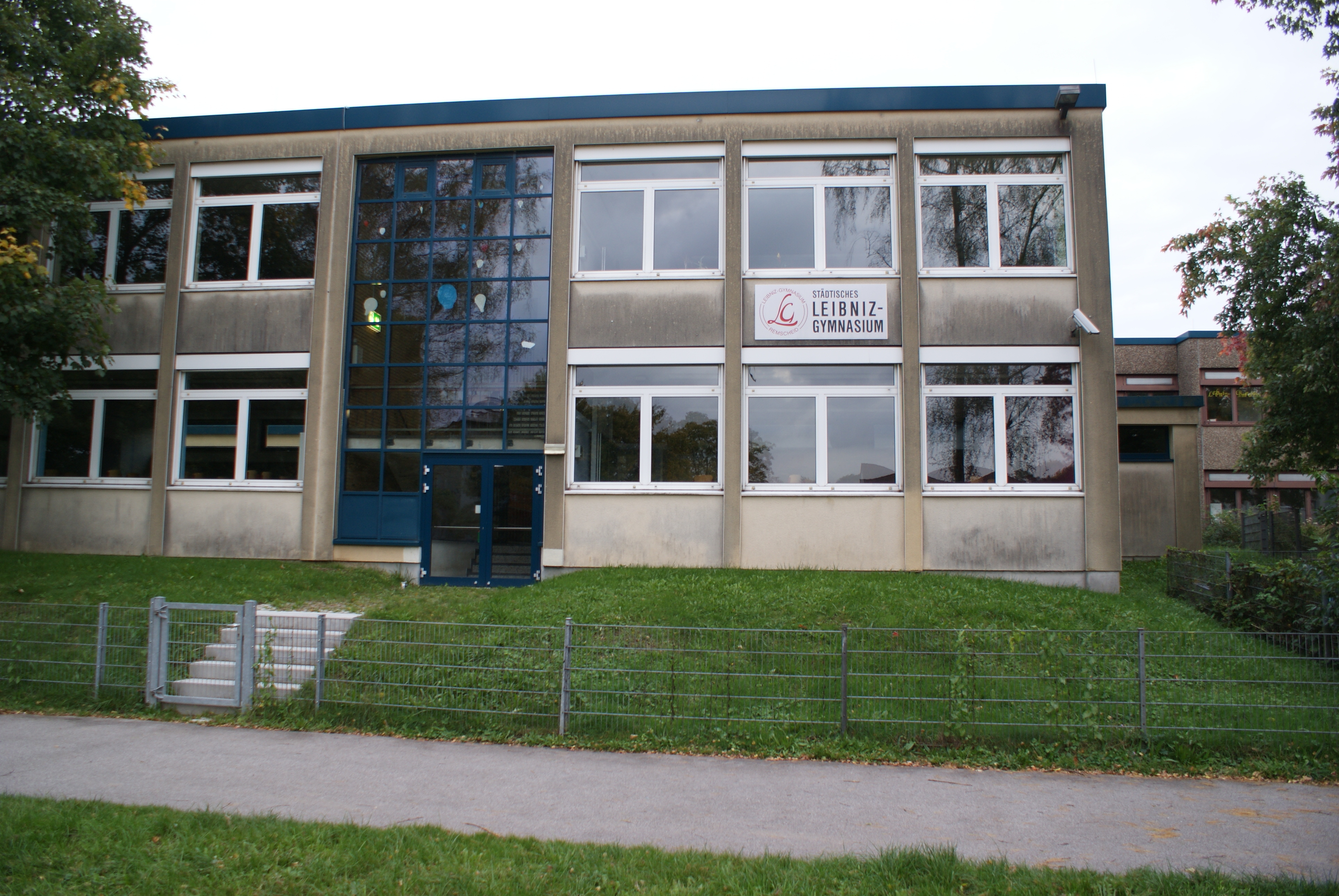
Leibniz-Gymnasium
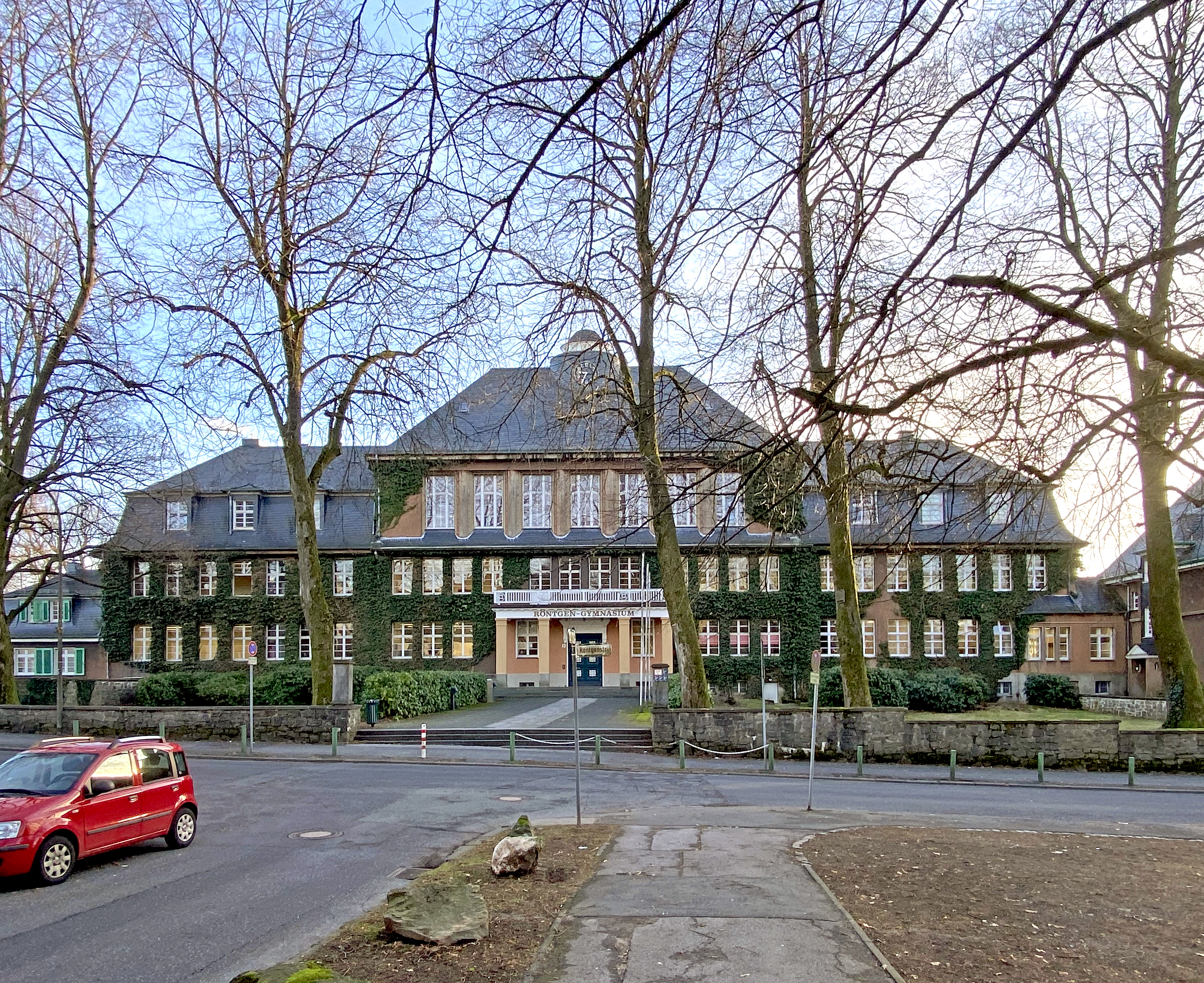
Röntgen-Gymnasium

### Private Trägerschaft

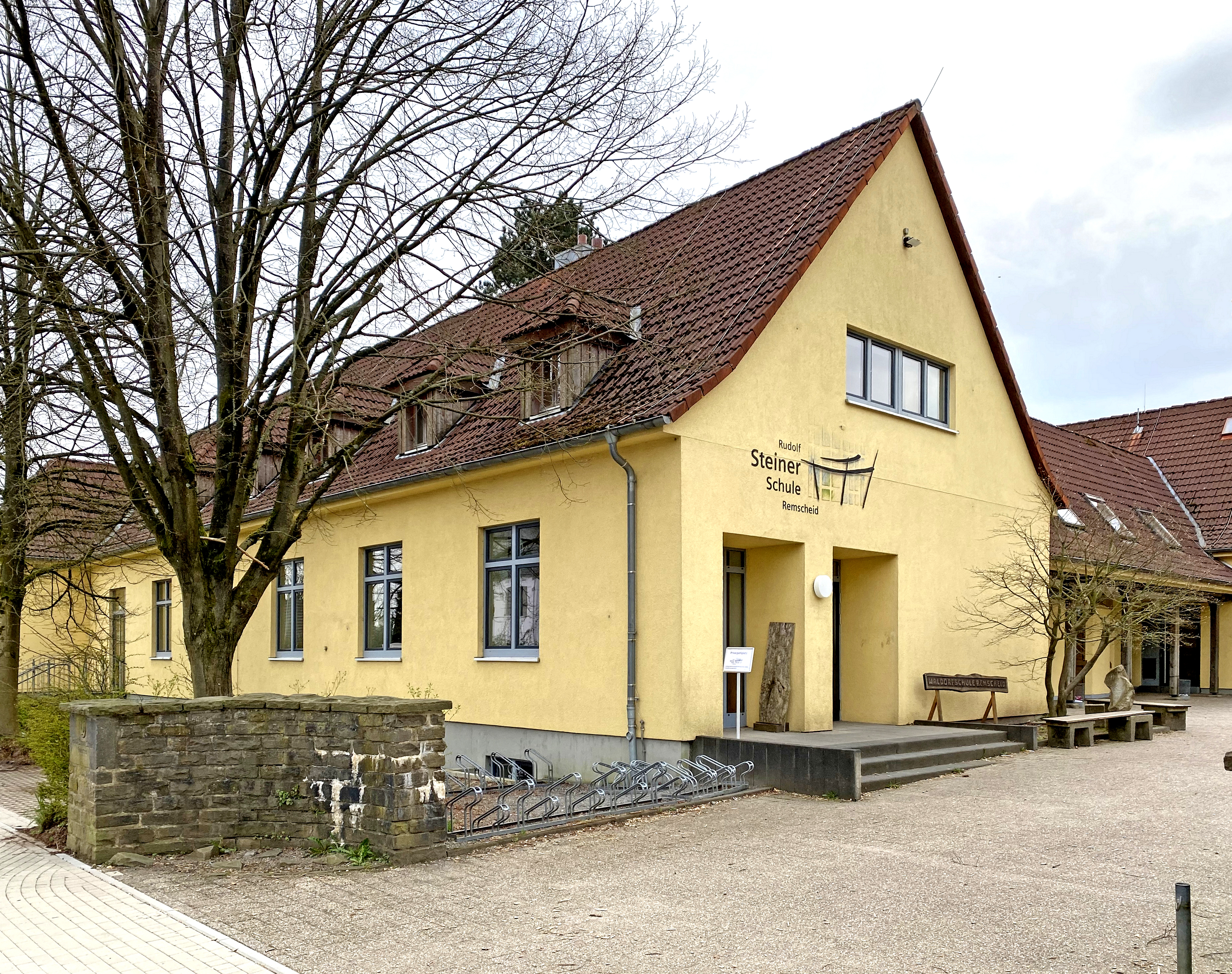
Rudolf-Steiner-Schule (Schwarzer Weg 9)

| Schulname             | Schulform     | Gründung | Schülerzahl | Schulnummer | Bezirk | Stadtteil         |
| --------------------- | ------------- | -------- | ----------- | ----------- | ------ | ----------------- |
| Rudolf-Steiner-Schule | Waldorfschule | 1986     | 405         | 189443      | Lennep | Bergisch Born Ost |